# あいあいバス (福井県)

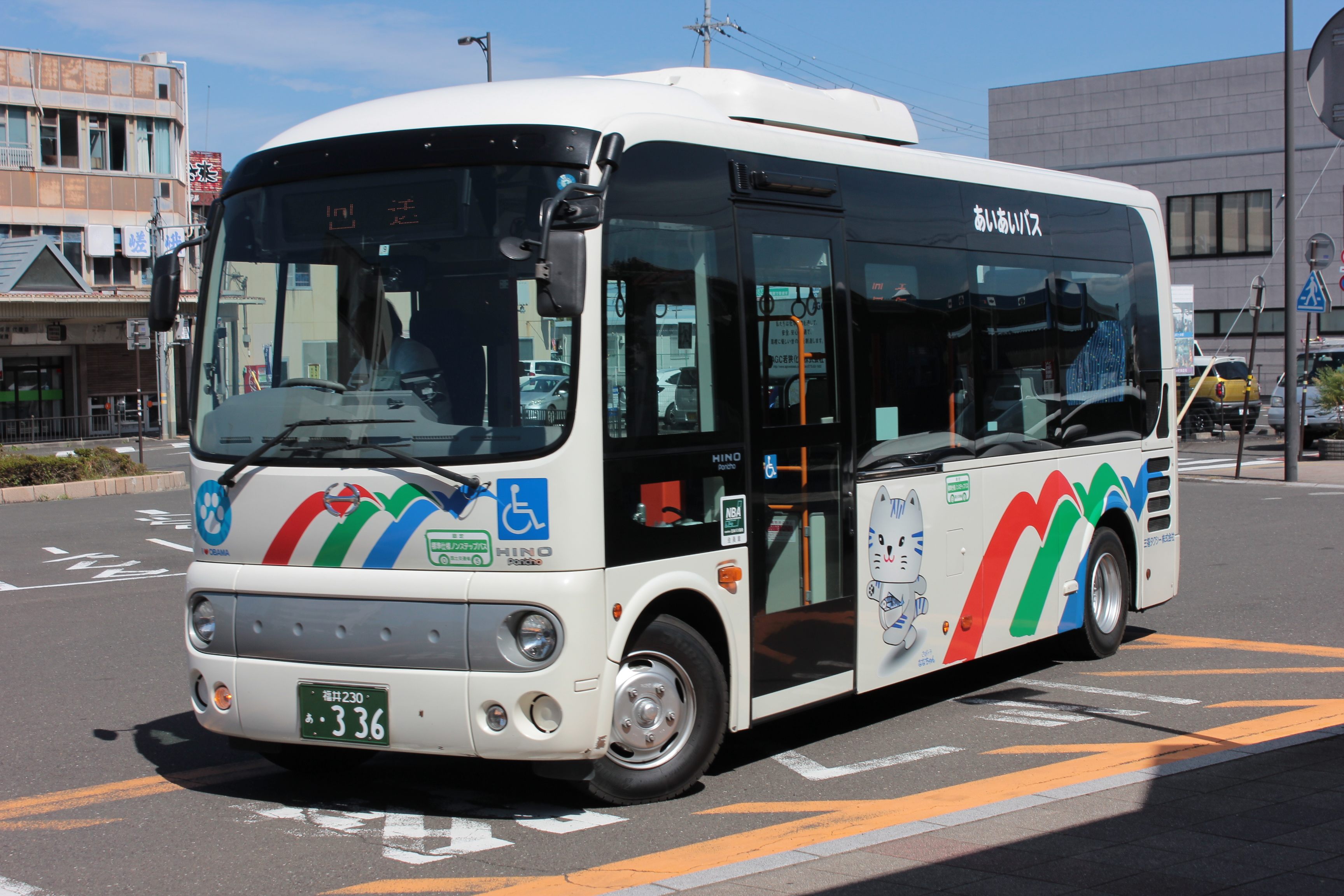
あいあいバス（三福タクシー、小型バス）

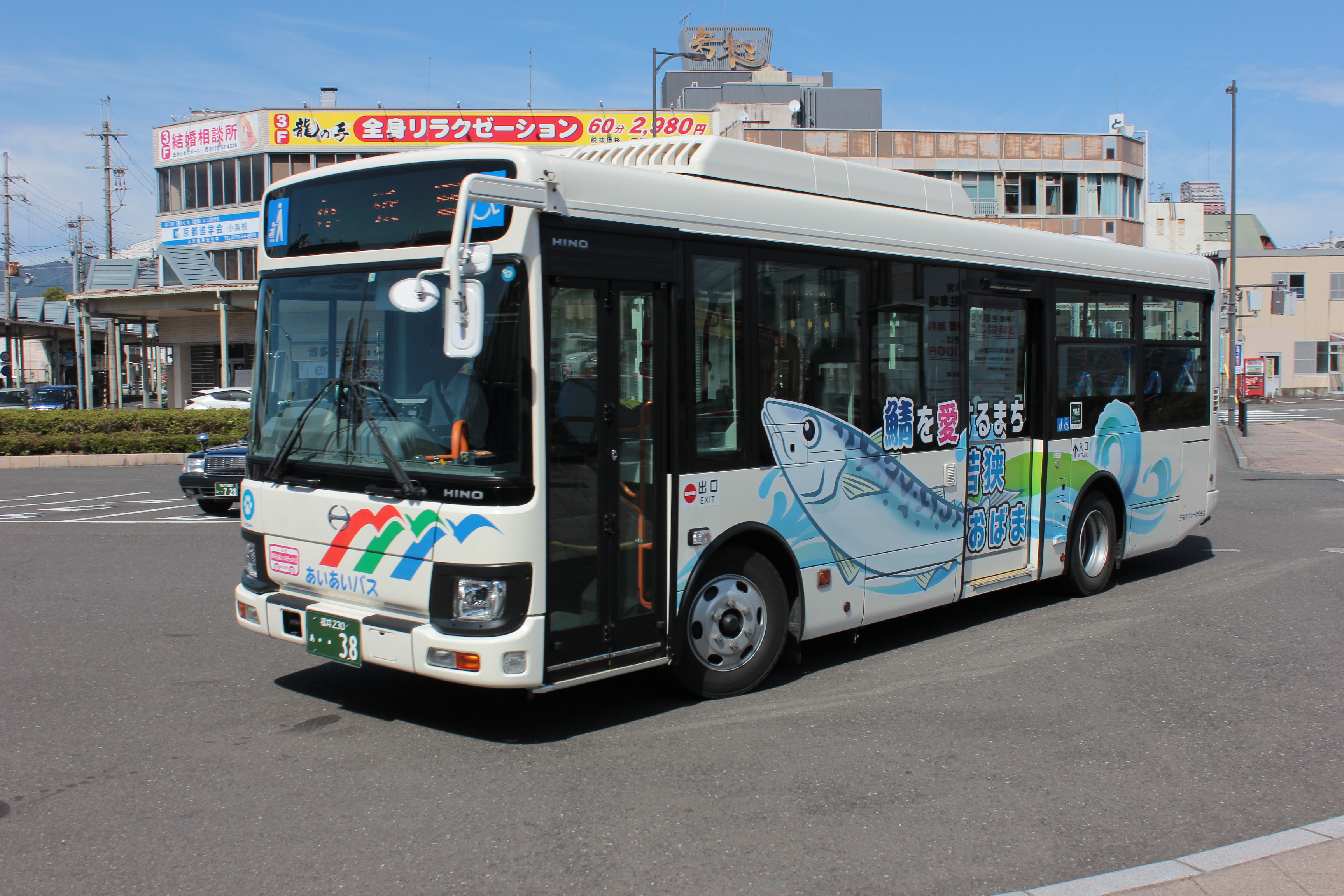
あいあいバス（三福タクシー、大型バス）

あいあいバスは、福井県小浜市のコミュニティバスの名称。大和交通（福井鉄道グループ）および三福タクシーが小浜市からの委託を受けて運行する。

## 概要
日曜を除いた、毎日運行の生活路線と運行する曜日を定めた福祉路線がある。日曜は通常運行のある名田庄線を除いて、各路線のバス時刻に対応したデマンドバス（三福タクシーでは「デマンドタクシー」と呼称）を各バス会社が予約制で運行する。
小浜駅を中心とした路線網を持つ。

## 歴史
- 2002年（平成14年）4月1日 - 「あいあいバス」の運行開始[3][2]。
- 2009年（平成21年）8月2日 - 「あいあいタクシー」の運行開始[2]。

## 路線
下記の凡例：三福タクシー担当線（A）、大和交通担当線（B）

### あいあいバス
生活路線（5路線）
特記がないものは日曜以外の運行
- 泊線（小浜駅 - 泊）A
- 田烏線（小浜駅 - 須ノ浦）A
- 池河内線（小浜駅 - 池河内）B
- 小屋線
  - 小屋・須縄線（道の駅若狭おばま - 小浜二中 - 小浜駅 - 須縄 - 小屋）A
  - 小屋・谷田部線（道の駅若狭おばま - 小浜二中 - 小浜駅 - 谷田部 - 小屋）B
- 名田庄線（小浜二中 - 小浜駅 - 流星館）B - 旧西日本ジェイアールバス名田庄線の代替路線[1]。大和交通では乗合バスの路線「流星」（名称はおおい町の町営ホテル「流星館」にちなむ）[1]として案内される。日曜も運行[3]。

福祉路線（曜日指定運行、6路線）
- 健康管理センター線（小浜駅 - 海岸通り - 食文化館 - 健康センター - 小浜駅：月曜・水曜・金曜運行）A
- 宮川線（小浜駅 - 加茂：月曜・水曜・金曜運行）B
- 宇久・西小川線（小浜駅 - 宇久：月曜・水曜運行）A
- 鯉川・加斗線（小浜駅 - 鯉川ふれあい会館前：月曜・水曜運行）A
- 太良庄・国富線（小浜駅 - 太良庄公会堂前：火曜・金曜運行）A
- 下根来・今富線（小浜駅 - 長瀬：火曜・木曜運行）A

### あいあいタクシー
いずれもデマンドタクシーでの運行（日曜のみ）
- 泊線（小浜駅 - 泊） A
- 田烏線（小浜駅 - 須ノ浦） A
- 池河内線（小浜駅 - 池河内） B
- 小屋・谷田部線（道の駅若狭おばま - 谷田部、谷口 - 小屋）B